# Kościół ewangelicki w Trzciance
Kościół ewangelicki w Trzciance – kościół, który znajdował się w Trzciance w latach 1847–1965.

## Historia
Ludność ewangelicka była najliczniejszą grupą wyznaniową w Trzciance. W XVIII w. posiadała dwa kościoły, jeden drewniany przy zbiegu dzisiejszych ulic Sikorskiego i Kościuszki oraz drugi, wiejski, postawiony w 1798 r. przy ulicy Fałata. Drewniany został zniszczony podczas pożaru, który strawił dużą część miasta 31 sierpnia 1839 roku.
W 1834 w miejscu dawnej karczmy, w centralnej części Placu Pocztowego rozpoczęto  budowę nowego kościoła, budowę zakończono 15 października 1847, w dniu urodzin króla Prus, Fryderyka Wilhelma IV, fundatora świątyni. Była to budowla w stylu neoromańskim, w formie bazyliki. Wnętrze zaprojektował radca budowlany Stüler. Charakteryzowało się ono brakiem typowej ambony, która została zastąpiona pomostem przy ołtarzu. Kościół jednorazowo mógł pomieścić 1100 osób.
Kościół został rozebrany w 1965 roku, a na jego miejscu zbudowano dworzec autobusowy.